# Weingut August Kesseler
Das Weingut August Kesseler ist ein Weingut in Assmannshausen, einem Ortsteil von  Rüdesheim am Rhein im deutschen Anbaugebiet Rheingau. Das Weingut umfasst 22,5 Hektar Rebfläche. Es ist Mitglied im Verband Deutscher Prädikatsweingüter (VDP).

## Geschichte
August Kesseler übernahm mit 19 Jahren den 1924 gegründeten Betrieb von seinen Eltern. Damals war es noch ein Fassweinbetrieb mit einer Größe von 2,5 Hektar. Mit der Zeit baute er das Weingut auf 22,5 Hektar aus und begann, die Weine selbst zu vermarkten. Heute ist das Weingut bekannt für  Pinot Noir und Riesling. Der Gault Millau bewertet das Weingut mit vier von fünf Trauben. Gerhard Eichelmann vergibt vier von fünf Sternen, außerdem sind Bewertungen über das Weingut im Wein–Guide des Falstaff Weinjournals zu finden.

## Weinbau
Die bewirtschaftete Weinbergsfläche verteilt sich auf die Gemeinden Assmannshausen, Rüdesheim und Lorch. 
Die Weinberge in unterschiedlichen Lagen besitzen jeweils verschiedenes Terroir und ein unterschiedliches Mikroklima. Die Kombination aus steilen Süd-, Südwest-Hängen mit hoher Sonneneinstrahlung, der direkten Lage am Rhein und den lagenspezifischen Bodenformationen, die von Taunus-Quarzit in Lorch bis zu hohen Schieferanteilen in Assmannshausen reichen, bringt hohe Traubenqualitäten hervor. Die bekanntesten Lagen sind:
- Assmannshäuser Höllenberg
- Assmannshäuser Frankenthal
- Rüdesheimer Berg Schlossberg
- Rüdesheimer Berg Roseneck
- Lorcher Schlossberg
- Lorchhäuser Seligmacher

## Kellerwirtschaft
Die Weine werden in einem Keller, der im Jahr 1792 in den Schiefer des Assmannshäuser Höllenberges geschlagen wurde, vinifiziert. Der Riesling wird im Edelstahltank vergoren und ausgebaut. Die Pinot Noirs werden nach klassischer, offener Maischegärung bis zu 22 Monate in Barrique-Fässern gelagert.